# Natalus lanatus
Natalus lanatus é uma espécie de morcego da família Natalidae. Endêmica do México (Chihuahua, Durango, Guerrero, Jalisco, Nayarit, Sinaloa e Veracruz).